# Aporia
Il termine aporia (dal greco ἀπορία, passaggio impraticabile, strada senza uscita), nella filosofia greca antica indicava l'impossibilità di dare una risposta precisa a un problema, poiché ci si trovava di fronte a due soluzioni che, per quanto opposte, sembravano entrambe valide. 

## Anassagora e Democrito
Se ad esempio si parte dalla definizione della materia come estesa si deve giungere alla conclusione che essa sia divisibile all'infinito. Per quanto piccola sia la parte ottenuta dalla divisione essa, essendo materiale e quindi estesa, è divisibile ancora ulteriormente. Questa ad esempio era la tesi di Anassagora che sosteneva la teoria dei semi infiniti, particelle originarie divisibili all'infinito. 
Ma se si presuppone che la caratteristica fondamentale della materia sia la sua estensione e quindi la sua divisibilità all'infinito, si chiedeva Democrito, com'è possibile che vi siano oggetti finiti? Le cose finite non possono derivare dall'infinito: di qui la necessità di pensare che vi siano particelle materiali originarie ma non più divisibili: gli atomi.
Ecco dunque due conclusioni: divisibilità della materia all'infinito o non divisibilità della materia all'infinito, che si oppongono ma che sembrano razionalmente valide entrambe.

## L'aporia socratica
Con aporia si è intesa anche una fase della maieutica di Socrate volta alla liberazione dal falso sapere, cioè dalla convinzione che le proprie opinioni siano delle verità certe. L'interlocutore di Socrate infatti di fronte alle insistenze del maestro che continuamente gli chiedeva cosa fosse, ti estì, quello di cui si stava discutendo, che lo spingeva cioè a tentare delle definizioni sempre più precise dell'argomento della discussione, alla fine entrava nell'aporia, nella strada senza uscita, dichiarando la sua incompetenza nel dare una risposta definitiva e precisa e riconoscendo quindi che la sua certezza iniziale era insussistente.

## Uso moderno dell'aporia
Oggi l'aporia assume il significato di insolubilità di un problema qualora si parta da determinate premesse. Se si vuole confutare una teoria il metodo usato è proprio quello di dimostrare, tramite opportune premesse, che le sue conclusioni sono aporetiche, cioè contraddittorie o che generano antinomie.